# Канелаш (Пезу-да-Регуа)
Канелаш (порт. Canelas) — район (фрегезия) в Португалии, входит в округ Вила-Реал. Является составной частью муниципалитета Пезу-да-Регуа. По старому административному делению входил в провинцию Траз-уж-Монтиш и Алту-Дору. Входит в экономико-статистический субрегион Доуру, который входит в Северный регион. Население составляет 942 человека на 2001 год. Занимает площадь 15,37 км².